# Ischnus tenuitibialis
Ischnus tenuitibialis är en stekelart som först beskrevs av Tohru Uchida 1952.  Ischnus tenuitibialis ingår i släktet Ischnus och familjen brokparasitsteklar. Inga underarter finns listade i Catalogue of Life.